# テンプル・オブ・ロック
『テンプル・オブ・ロック』（Temple Of Rock）は2011年に発売されたマイケル・シェンカーのソロ・アルバムである。

## 概要
- マイケル・シェンカー・グループの30周年記念ツアーを終えた後、シェンカー・バーデン・アコースティック・プロジェクト名義での「ジプシー・レディ」のプロデューサー及び演奏のサポートを務めたマイケル・ヴォスをメイン・ボーカルに迎え、彼の他にも多くのゲスト・ミュージシャンが参加している。
- アルバム・リリース前にはサタデー・ナイトのミュージック・ビデオが公開され、そこには、マイケル・シェンカー、マイケル・ヴォス以外にもハーマン・ラレベル（元スコーピオンズ）、ピート・ウェイ（元UFO）が参加している。
- これ以降、このアルバムの参加メンバーとはバンド「マイケル・シェンカーズ・テンプル・オブ・ロック」に発展、現在も活動を続けている。

## 収録曲
特記なきものは全て作詞：マイケル・ヴォス、作曲：マイケル・シェンカー
1. イントロ　(Intro)
2. ハウ・ロング (How Long)
3. フォーレン・エンジェル (Fallen Angel)
4. ハンギング・オン (Hunging On)
5. ジ・エンド・オブ・アン・エラ (The End Of An Era)
6. ミス・クロストロフォビア (Miss Claustrophobia)
7. ウィズ・ユー (With You)
（作詞・作曲：マイケル・シェンカー）
8. ビフォア・ザ・デヴィル・ノウズ・ユア・デッド (Before The Devil Knows Your Dead)
（作詞・作曲：マイケル・シェンカー、ドゥギー・ホワイト）
9. ストーミング・イン (Stroming In)
10. シーン・オブ・クライム (Scene of Crime)
11. サタデー・ナイト (Saturday Night)
12. ラヴァーズ・シンフォニー (Lover's Symphony)
（作詞・作曲：マイケル・シェンカー、ロビン・マッコーリー）
13. スピード (Speed)
14. ハウ・ロング (3世代ギター・バトル・ヴァージョン) (How Long (3 Generations Guitar-Battle Version))
15. リメンバー (Remember)
日本盤ボーナス・トラック

## 参加メンバー
バンド・メンバー
- マイケル・シェンカー - ギター
- マイケル・ヴォス - ボーカル
- ウェイン・フィンドレイ - キーボード
- ピート・ウェイ - ベース
- ハーマン・ラレベル - ドラムス

特記なきものは以上のメンバーで収録された。

### その他のミュージシャン
ボーカル
- ドゥギー・ホワイト　（#8）
- ロビン・マッコーリー　（#12）

ギター
- ルドルフ・シェンカー　（#4、7）
- レズリー・ウェスト　（#14）
- マイケル・アモット　（#14）

キーボード
- ドン・エイリー　（#5）
- ポール・レイモンド　（#4、7）

ベース
- クリス・グレン　（#9、13）
- ニール・マーレイ　（#2、14）
- エリオット・"ディーン"・ロビンソン　（#4、8、15）

ドラムス
- カーマイン・アピス　（#5、15）
- サイモン・フィリップス　（#2、14）
- クリス・スレイド　（#9、13）
- ブライアン・ティッシー　（#8）